# Franklin (Idaho)
Franklin – miasto w Stanach Zjednoczonych, na południu stanu Idaho, w hrabstwie Franklin.

## Demografia
Według danych z 2000 roku miasto miało 646 mieszkańców. W roku 2023 liczba mieszkańców wzrosła do 1120 osób, a gęstość zaludnienia do 560 osób/km².

## Klimat
Miasto leży w strefie klimatu oceanicznego, łagodnegoy, bez pory suchej i z ciepłym latem, należącego według klasyfikacji Köppena do strefy Dfb. Średnia temperatura roczna wynosi +7,2°C, a opady 378,5 mm (w tym 136 cm śniegu). Średnia temperatura najcieplejszego miesiąca - lipca wynosi +21,1°C, natomiast najzimniejszego stycznia –6,7°C. Najwyższa zanotowana temperatura wyniosła +33,1°C, natomiast najniższa –17,8°C. Miesiącem o najwyższych opadach jest kwiecień o średnich opadach wynoszących 48,3 mm, natomiast najniższe opady są w lipcu i wynoszą średnio 15,2 mm.